# Estivarelhas (Allier)
Estivareilles és un municipi francès, situat al departament de l'Alier i a la regió d'Alvèrnia-Roine-Alps. L'any 2007 tenia 1.008 habitants.

## Demografia

### Població
El 2007 la població de fet d'Estivareilles era de 1.008 persones. Hi havia 436 famílies de les quals 115 eren unipersonals (28 homes vivint sols i 87 dones vivint soles), 178 parelles sense fills, 131 parelles amb fills i 12 famílies monoparentals amb fills.
La població ha evolucionat segons el següent gràfic:
Habitants censats

### Habitatges
El 2007 hi havia 492 habitatges, 441 eren l'habitatge principal de la família, 8 eren segones residències i 43 estaven desocupats. 480 eren cases i 12 eren apartaments. Dels 441 habitatges principals, 367 estaven ocupats pels seus propietaris, 65 estaven llogats i ocupats pels llogaters i 9 estaven cedits a títol gratuït; 18 tenien dues cambres, 92 en tenien tres, 162 en tenien quatre i 169 en tenien cinc o més. 374 habitatges disposaven pel capbaix d'una plaça de pàrquing. A 149 habitatges hi havia un automòbil i a 239 n'hi havia dos o més.

### Piràmide de població
La piràmide de població per edats i sexe el 2009 era:
| Homes | Edats   | Dones |
| ----- | ------- | ----- |
| 4     | 95 o +  | 0     |
| 0     | 90 a 94 | 4     |
| 8     | 85 a 89 | 16    |
| 0     | 80 a 84 | 12    |
| 36    | 75 a 79 | 32    |
| 20    | 70 a 74 | 36    |
| 16    | 65 a 69 | 20    |
| 44    | 60 a 64 | 36    |
| 24    | 55 a 59 | 36    |
| 44    | 50 a 54 | 32    |
| 36    | 45 a 49 | 56    |
| 44    | 40 a 44 | 52    |
| 32    | 35 a 39 | 40    |
| 28    | 30 a 34 | 28    |
| 16    | 25 a 29 | 36    |
| 16    | 20 a 24 | 8     |
| 20    | 15 a 19 | 36    |
| 36    | 10 a 14 | 12    |
| 28    | 5 a 9   | 16    |
| 36    | 0 a 4   | 0     |

## Economia
El 2007 la població en edat de treballar era de 618 persones, 420 eren actives i 198 eren inactives. De les 420 persones actives 382 estaven ocupades (203 homes i 179 dones) i 38 estaven aturades (15 homes i 23 dones). De les 198 persones inactives 88 estaven jubilades, 49 estaven estudiant i 61 estaven classificades com a «altres inactius».

### Ingressos
El 2009 a Estivareilles hi havia 496 unitats fiscals que integraven 1.148,5 persones, la mediana anual d'ingressos fiscals per persona era de 18.301 €.

### Activitats econòmiques
Dels 48 establiments que hi havia el 2007, 2 eren d'empreses extractives, 1 d'una empresa alimentària, 3 d'empreses de fabricació d'altres productes industrials, 5 d'empreses de construcció, 9 d'empreses de comerç i reparació d'automòbils, 2 d'empreses de transport, 3 d'empreses d'hostatgeria i restauració, 3 d'empreses financeres, 4 d'empreses immobiliàries, 4 d'empreses de serveis, 7 d'entitats de l'administració pública i 5 d'empreses classificades com a «altres activitats de serveis».
Dels 14 establiments de servei als particulars que hi havia el 2009, 1 era una oficina de correu, 3 tallers de reparació d'automòbils i de material agrícola, 1 guixaire pintor, 1 fusteria, 3 electricistes, 2 perruqueries, 1 restaurant, 1 tintoreria i 1 saló de bellesa.
Dels 3 establiments comercials que hi havia el 2009, 1 era una fleca i 2 floristeries.
L'any 2000 a Estivareilles hi havia 12 explotacions agrícoles que ocupaven un total de 497 hectàrees.

## Equipaments sanitaris i escolars
El 2009 hi havia 1 farmàcia i 1 ambulància.
El 2009 hi havia una escola elemental.

## Poblacions més properes
El següent diagrama mostra les poblacions més properes.